# Andrew Taylor
Pour les articles homonymes, voir Taylor et Andrew Taylor (homonymie).
Andrew Derek Taylor (né le 1er août 1986 à Hartlepool) est un footballeur anglais au Bolton Wanderers
Formé à Middlesbrough où il a joué sept saisons et gagné la FA Youth Cup en 2004, il signe à Cardiff City durant l'été 2011. Pouvant évoluer aussi bien défenseur que milieu gauche, il s'investit également dans les affaires et dirige un site web destiné aux joueurs de football du Royaume-Uni.

## Biographie

### Middlesbrough FC
Après avoir été formé à Middlesbrough, Andrew Taylor commence à apparaître dans l'équipe première lors de la saison 2004-2005, durant laquelle le club joue une campagne européenne en Coupe de l'UEFA. Figurant à plusieurs reprises comme remplaçant lors de ces matchs, il ne participe pourtant à aucun d'eux. Il est prêté la saison suivante à Bradford City, mais, avant la fin de son prêt, il est rappelé en janvier 2006 par l'entraîneur de Middlesbrough, Steve McClaren, car l'équipe ne compte que Franck Queudrue comme réel spécialiste au poste d'arrière-gauche. Lors de cette fin de saison, Middlesbrough joue une demi-finale de Coupe de l'UEFA à laquelle participe Taylor, mais il n'est pas aligné pour la finale contre le FC Séville, perdue 0-4.
À l'arrivée de Julio Arca au début de la saison 2006-2007, et malgré de départ de Queudrue à Fulham, Taylor est renvoyé sur le banc. Mais une blessure précoce de l'Argentin lui permet de conserver du temps de jeu et Taylor s'impose progressivement dans un rôle d'ailier gauche, plus offensif qu'à ses débuts.
Mais lors de la saison 2008-2009, Taylor est blessé à plusieurs reprises et ne joue qu'une vingtaine de matchs de championnat. L'expérience est d'autant plus frustrante que Middlesbrough est relégué à la fin de l'exercice. Après une saison 2009-2010 où il est utilisé comme remplaçant, il est prêté à Watford le 31 août 2010. À l'issue de ce prêt, Taylor refuse de prolonger son contrat à Middlesbrough et quitte le club en juin 2011.

### Cardiff City FC
Le 4 juillet 2011, il s'engage à Cardiff City. Il joue son premier match officiel sous ses nouvelles couleurs le 7 août 2011 à l'occasion de la rencontre West Ham-Cardiff City (victoire de Cardiff City 0-1). Le 26 février 2012, il prend part à la finale de coupe de la Ligue anglaise de football, qui oppose Cardiff City à Liverpool au stade de Wembley devant près de 90 000 spectateurs, match que remporte Liverpool aux tirs au but. Il termine finalement sa première saison à Cardiff City en ayant été un titulaire régulier et en totalisant plus de 50 matchs joués.
En novembre 2012, il signe une prolongation de son contrat et s'engage avec Cardiff City jusqu'en 2016.

### Wigan Athletic
Le 3 juin 2014 il rejoint Wigan Athletic .
Le 5 août 2015 il est prêté pour une saison à Reading.
Le 10 août 2016, il est prêté à Bolton Wanderers.

## Carrière internationale
Andrew Taylor a joué 13 matchs avec la sélection anglaise des moins de 21 ans entre 2006 et 2009, mais il compte aussi des sélections en moins de 17 ans et moins de 19 ans.

## Homme d'affaires
En 2009, Andrew Taylor crée un site Internet privé chargé d'informer et d'aider les footballeurs dans leurs relations avec des industriels désireux d'utiliser leur image. Ce site est destiné à un lectorat d'environ 4 000 footballeurs et se trouve à l'adresse www.platinumplayers.co.uk/.

## Palmarès
Middlesbrough
- FA Youth Cup : vainqueur (1)
  - 2003–2004

Cardiff City
- Coupe de la Ligue : finaliste (1)
  - 2011-2012

## Statistiques détaillées
| Saison                | Club                  | Championnat           | Championnat | Championnat | Coupe(s) nationale(s) | Coupe(s) nationale(s) | Compétition(s) continentale(s) | Compétition(s) continentale(s) | Compétition(s) continentale(s) | Total | Total |
| Saison                | Club                  | Division              | M.          | B.          | M.                    | B.                    | Comp.                          | M.                             | B.                             | M.    | B.    |
| 2005 - 2006           | Bradford City         | League One            | 24          | 0           | 2                     | 0                     | -                              | -                              | -                              | 26    | 0     |
| Sous-total            | Sous-total            | Sous-total            | 24          | 0           | 2                     | 0                     | -                              | 0                              | 0                              | 26    | 0     |
| 2005 - 2006           | Middlesbrough         | Premiership           | 13          | 0           | 4                     | 0                     | C3                             | 3                              | 0                              | 20    | 0     |
| 2006 - 2007           | Middlesbrough         | Premiership           | 34          | 0           | 8                     | 0                     | -                              | -                              | -                              | 42    | 0     |
| 2007 - 2008           | Middlesbrough         | Premier League        | 19          | 0           | 2                     | 0                     | -                              | -                              | -                              | 21    | 0     |
| 2008 - 2009           | Middlesbrough         | Premier League        | 26          | 0           | 2                     | 0                     | -                              | -                              | -                              | 28    | 0     |
| 2009 - 2010           | Middlesbrough         | Championship          | 12          | 0           | 1                     | 0                     | -                              | -                              | -                              | 13    | 0     |
| 2010 - 2011           | Middlesbrough         | Championship          | 1           | 0           | -                     | -                     | -                              | -                              | -                              | 1     | 0     |
| Sous-total            | Sous-total            | Sous-total            | 105         | 0           | 17                    | 0                     | -                              | 3                              | 0                              | 125   | 0     |
| 2010 - 2011           | Watford               | Championship          | 19          | 1           | -                     | -                     | -                              | -                              | -                              | 19    | 1     |
| Sous-total            | Sous-total            | Sous-total            | 19          | 1           | 0                     | 0                     | -                              | 0                              | 0                              | 19    | 1     |
| 2010 - 2011           | Middlesbrough         | Championship          | 20          | 0           | 3                     | 0                     | -                              | -                              | -                              | 23    | 0     |
| Sous-total            | Sous-total            | Sous-total            | 20          | 0           | 3                     | 0                     | -                              | 0                              | 0                              | 23    | 0     |
| 2011 - 2012           | Cardiff City          | Championship          | 44          | 1           | 8                     | 0                     | -                              | -                              | -                              | 52    | 1     |
| 2012 - 2013           | Cardiff City          | Championship          | 28          | 0           | 0                     | 0                     | -                              | -                              | -                              | 28    | 0     |
| Sous-total            | Sous-total            | Sous-total            | 72          | 1           | 8                     | 0                     | -                              | 0                              | 0                              | 80    | 1     |
| Total sur la carrière | Total sur la carrière | Total sur la carrière | 240         | 2           | 30                    | 0                     | -                              | 3                              | 0                              | 273   | 2     |